# 윈도우 넵튠
윈도우 넵튠(영어: Windows Neptune)은 마이크로소프트 윈도우의 1999년과 2000년 사이의 베타 버전 운영 체제이다. 윈도우 NT 5.0(윈도우 2000의 베타)에 기초하여 빌드 5000이 만들어졌고, 이후 빌드 5099 등을 거쳐 빌드 5111까지 만들어진 후 개발이 중단되었다.
윈도우 넵튠은 1999년 당시 가정용으로 사용되던 MS-DOS의 윈도우 9x를 대신하여 쓰기 위한 것이었다. 그러나 윈도우 NT 계열의 넵튠이 발매될 거라는 예상을 깨고 2000년 윈도우 사상 최악의 작품인 윈도우 미가 출시된다. 윈도우 미는 9x 계열이었다.
윈도우 2000이 발매된 뒤, 넵튠 개발팀은 윈도우 2000, 윈도우 오디세이 개발팀 등과 병합되어 휘슬러 프로젝트(나중에 나온 윈도우 XP를 이루는)에 투입되면서, 윈도우 넵튠의 개발은 중단되었다.
인터넷 익스플로러는 5.5 버전이 탑재되어 있다.

## 빌드
- 5.50.5000 - 1999년 2분기 최초 릴리즈.
- 5.50.5022.1 - 1999년 7월 13일 컴파일.
- 5.50.5067.1 - 1999년 9월 20일 컴파일.
- 5.50.5095.1 - 1999년 11월 8일 컴파일.
- 5.50.5099.1 - 1999년 11월 17일 컴파일.
- 5.50.5111.1 - 1999년 12월 10일 컴파일. Developer Release 빌드로 가장 많이 유포되었다.
- 5.50.5116.1 - 2000년 1월 초 컴파일.
- 5.50.5117.1 - 2000년 1월 초 컴파일. 이 빌드를 끝으로 넵튠 개발팀이 휘슬러 개발팀에 병합되었다.
- 5.50.5118 - 윈도우 휘슬러 빌드 2250. 이 빌드의 버그 리포트에는 이 버전으로 나와 있다.
- 5.50.5119 - 윈도우 휘슬러 빌드 2267.
- 5.50.5120 - 윈도우 휘슬러 빌드 2430~2454.
- 5.50.5179.1 - 윈도우 밀레니엄 빌드 2394.